# Звенцово
Звенцово — деревня в Юрьев-Польском районе Владимирской области России, входит в состав Небыловского сельского поселения.

## География
Деревня расположена в 5 км на север от центра поселения села Небылое и в 25 км на юго-восток от райцентра города Юрьев-Польский.

## История
В XIX — начале XX века деревня входила в состав Никульской волости Юрьевского уезда, с 1925 года — в составе Лучинской волости Юрьев-Польского уезда Иваново-Вознесенской губернии. В 1859 году в деревне числилось 40 дворов, в 1905 году — 67 дворов.
С 1929 года деревня являлась центром Звенцовского сельсовета Юрьев-Польского района, с 1935 года — в составе Небыловского сельсовета Небыловского района, с 1963 года в составе — Юрьев-Польского района, с 2005 года — в составе Небыловского сельского поселения.

## Население
| 1859 | 1905 | 2002 | 2010 | 2021 |
| ---- | ---- | ---- | ---- | ---- |
| 286  | ↗447 | ↘157 | ↘141 | ↘129 |